# Brandenburgs concert voor hyena's
Brandenburgs concert voor hyena’s is een hoorspel van Marianne Colijn. De NCRV zond het uit op zondag 13 januari 1974, van 22:00 uur tot 22:40 uur. De regisseur was Johan Wolder.

## Rolbezetting
- Els Buitendijk (de vrouw)
- Peter Aryans (haar man)
- Bert Dijkstra (haar vader)
- Truus Dekker (haar moeder)
- Elja Pelgrom (het kind)
- Ineke Swanefelt (de gouvernante)
- Robert Borremans (een monnik uit het klooster van Ter Zee)
- Hans Karsenbarg (de advoccaat)
- Martin Simonis (psychiater)
- Joris Bonsang (dominee)
- Gerrie Mantel, Nora Boerman, Jan Wegter & Bert Buitenhuis (verdere mederwerkenden)

## Inhoud
Hyena’s zijn aaseters die met hongerig geduld wachten tot bij hun slachtoffer de dood is ingetreden of zelf meedogenloos achter kleine dieren aanjagen tot hun prooi van uitputting neervalt en sterft. Dan tasten zij toe en verorberen hun maal. Zo ziet de vrouw haar omgeving in dit hoorspel. Van kleins af beantwoorden haar gedragingen en reacties niet aan het geijkte verwachtingspatroon. Haar ouders stellen herhaaldelijk geïrriteerd vast: “Ze reageert altijd anders dan een ander. Ze doet nooit gewoon.” Het zijn woorden die zich in het kind vastzetten en later de vrouw een angst voor het leven meegeven die ze voelt als een niet af te werpen last. Haar huwelijk mislukt rampzalig, de hyena in mensengedaante, haar man, dreigt haar te zullen uitputten, te jagen over de steppe tot haar ingewanden uit haar lichaam hangen, een makkelijk grijpbare prooi. Maar deze hyena verbergt zich achter een flard van beschaving, een muur van muziek: het Brandenburgs concert van Johann Sebastian Bach. Hij blijft niettemin een hyena, een laf dier die te gronde gaat als zijn buit moed vat en hem ontsnapt…